# Старкувець-Пйонтковський
Старкувець-Пйонтковський (пол. Starkówiec Piątkowski, нім. Mühsal) — село в Польщі, у гміні Сьрода-Велькопольська Сьредського повіту Великопольського воєводства.
Населення — 172 особи (2011).
У 1975-1998 роках село належало до Познанського воєводства.

## Демографія
Демографічна структура станом на 31 березня 2011 року:
|          | Загалом | Допрацездатний вік | Працездатний вік | Постпрацездатний вік |
| -------- | ------- | ------------------ | ---------------- | -------------------- |
| Чоловіки | 89      | 18                 | 64               | 7                    |
| Жінки    | 83      | 15                 | 51               | 17                   |
| Разом    | 172     | 33                 | 115              | 24                   |